# Yamaha XJ
Bei der XJ-Modellreihe handelt es sich um Motorradmodelle des japanischen Motorradherstellers Yamaha der Kategorie Sporttourer bzw. Naked Bike. Diese Modellreihe ist aufgrund seiner sportlichen bzw. vor allem seiner Touren-Eigenschaften, der guten Alltagstauglichkeit und der Kostengünstigkeit in Anschaffung und Unterhalt weit verbreitet. Die XJ-Modellreihe wurde 2004 eingestellt. 2009 wurde sie mit der XJ6 Diversion wiederbelebt.

## Allgemeines
Das Konzept der XJ-Modellreihe wurde über die Jahre hinweg beibehalten, auch wenn sich Erscheinungsbild und Motorausführungen änderten. Es wurden 500-, 550-, 600-, 650-, 750- und 900-cm3-Hubraum-Varianten hergestellt.
Grundsätzlich handelte es sich immer um Vierzylinder-Viertakt-Motoren, die sich durch den Sekundärantrieb (Kardan/Kette) unterscheiden.  (Abkürzungen: N=Naked Bike, HS=Halbschale, VVK=Vollverkleidung)

### 1980–1992
Die erste Modellgeneration mit der stehenden Zylinderbank wurde 1980 mit der XJ650 eingeführt und nach und nach durch diverse Schwestermodelle ergänzt:
| Modell       | Kraftübertragung | Verkleidung | Baujahre  | Fahrzeugtyp                      |
| ------------ | ---------------- | ----------- | --------- | -------------------------------- |
| XJ 500       | Kette            | N           | 1982–1984 | 5N4 (nur Österreich)             |
| XJ 550       | Kette            | N           | 1981–1985 | 4V8, 4V9                         |
| XJ 600       | Kette            | HS          | 1984–1993 | 51H, 51J, 3KM(1;3;5), 3KN(1;2;3) |
| XJ 650       | Kardan           | N           | 1980–1984 | 4K0                              |
| XJ 650 Turbo | Kardan           | VVK         | 1982      | 11T                              |
| XJ 750 Seca  | Kardan           | N           | 1982      | 11M                              |
| XJ 750 F     | Kardan           | HS          | 1983–1987 | 41Y                              |
| XJ 900 N     | Kardan           | N           | 1985–1986 | 58L                              |
| XJ 900 F     | Kardan           | HS          | 1983–1993 | 31A, 4BB, 3NG, 2HL, 58L          |

### 1992–2004
Ab 1992 wurde die erste Generation durch eine völlig neu konstruierte Modellreihe, die Diversion-Reihe, mit nach vorne geneigter Zylinderbank abgelöst.
Die 600er wurde in mehreren Leistungsvarianten gebaut (34, 50 und 61 PS), die 900er hatte bis 1994 92 PS (68 kW) und ab 1994 89 PS (66 kW).
| Modell                        | Kraftübertragung | Verkleidung | Baujahre  | Fahrzeugtyp          |
| ----------------------------- | ---------------- | ----------- | --------- | -------------------- |
| XJ 600 N / XJ 600 S Diversion | Kette            | N/HS        | 1992–2003 | 4BR/4DG/4LX/4KE/RJ01 |
| XJ 900 S Diversion            | Kardan           | HS          | 1994–2004 | 4KM                  |

### Ab 2009
| Modell | Kraftübertragung | Verkleidung | Baujahre  | Fahrzeugtyp |
| ------ | ---------------- | ----------- | --------- | ----------- |
| XJ 6   | Kette            | N/HS/VVK    | seit 2009 |             |

## Bilder

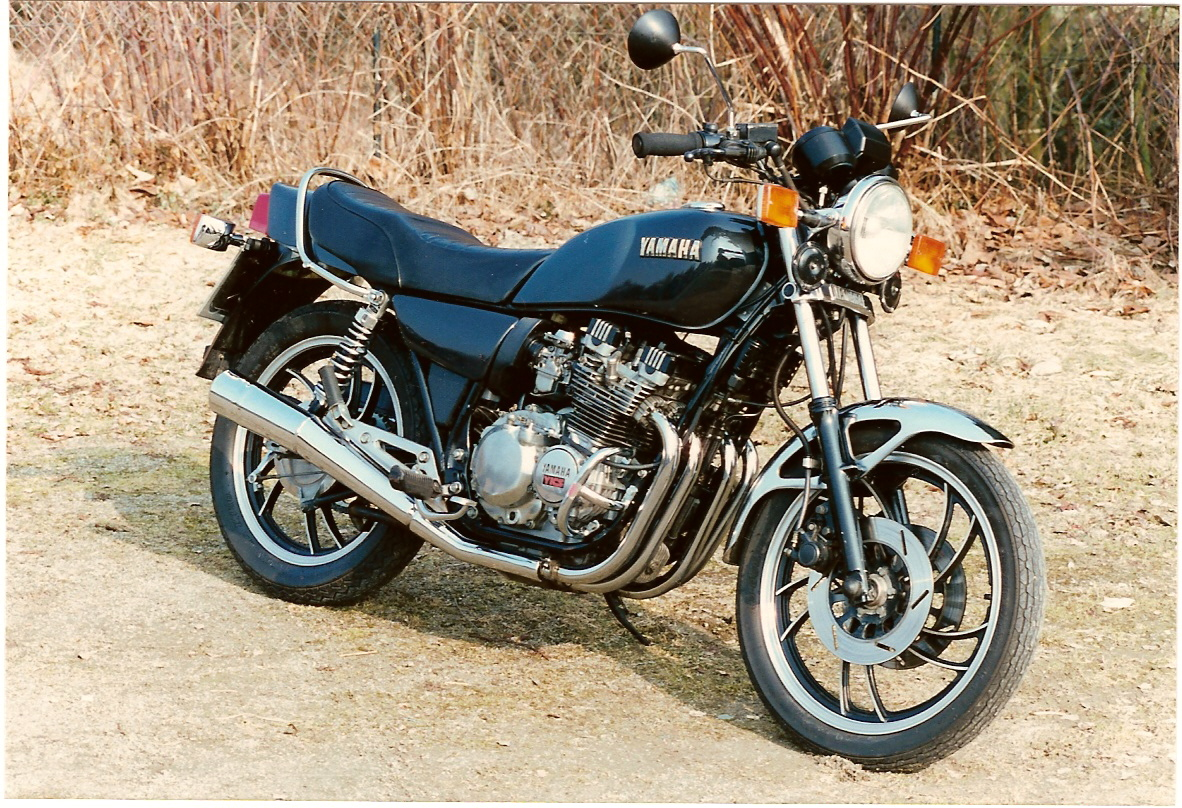
Yamaha XJ 550 (Bj. 1984)
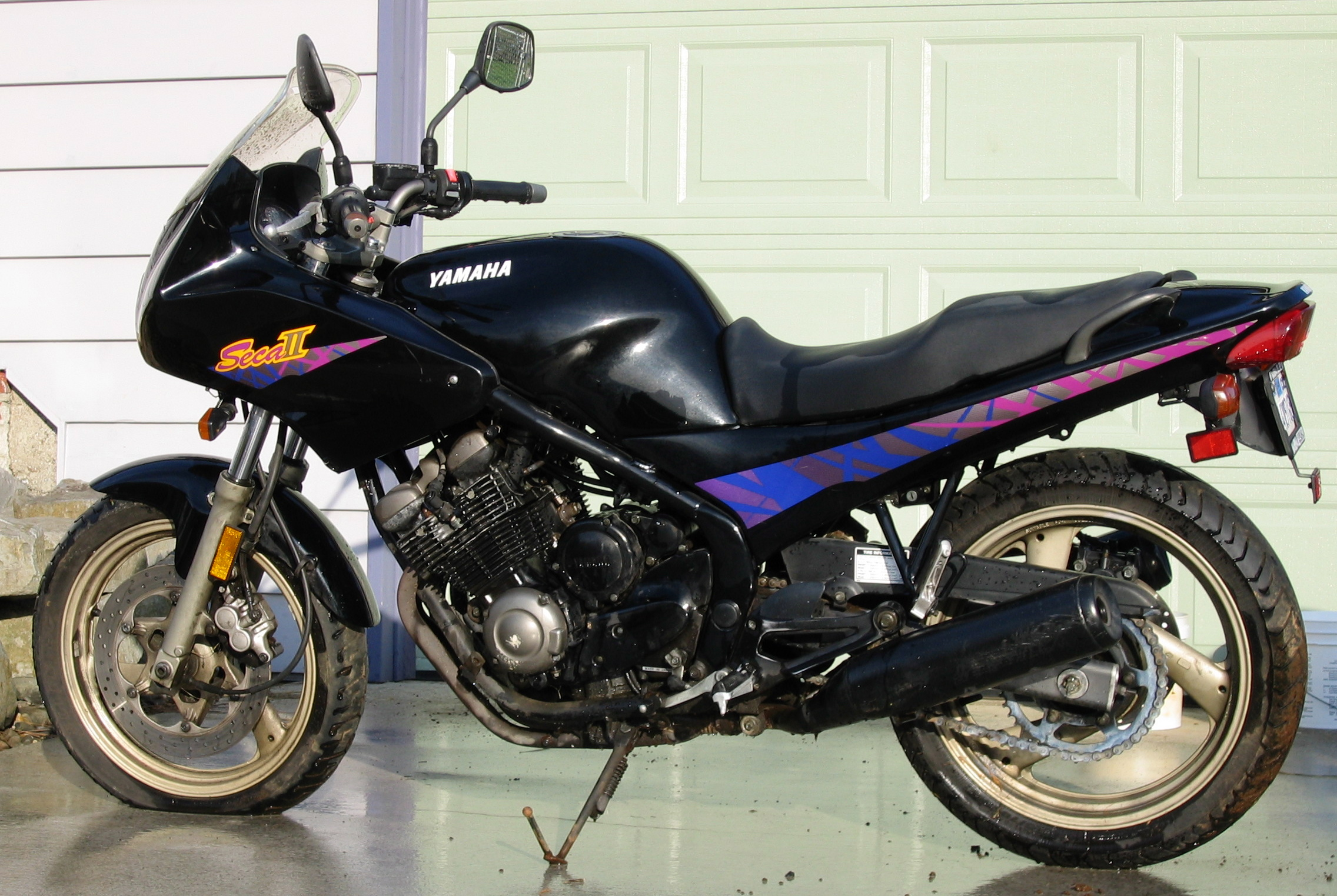
Yamaha XJ 600 S Seca II (Bj. 1996)